# Éditions de l'Observatoire
Pour les articles homonymes, voir Observatoire (homonymie).
Éditions de l'Observatoire est une maison d'édition généraliste créée en décembre 2016 et faisant partie du groupe Humensis.

## Présentation
Son catalogue vise en proposant essais, documents, romans français et étrangers à « décrypter l'actualité au travers d'essais, de documents, d'analyses politiques, de témoignages traitant de faits et de personnalités qui contribuent à la construction de la société contemporaine. »
La maison fait se côtoyer penseurs, hommes politiques, journalistes, primo-romanciers et auteurs confirmés[Comment ?], afin de permettre aux lecteurs de mieux comprendre leur époque.

### Organisation
La société est dirigée par Muriel Beyer.

### Collections
Source
- Hors collection
- Essais
- Fiction
- Et Après ?
- La relève
- Revue long cours
- De facto
- Des vies et des mots
- Abécédaires des Lumières
- Revue Bon
- Éveil et sens

### Quelques auteurs
- Abel Quentin
- Jacques Attali
- Édouard Balladur
- Christophe Barbier
- Nicolas Baverez
- Frédéric Beigbeder
- Dominique Besnehard
- Nicolas Bouzou
- Marie Charrel
- Gilles Clavreul
- Sophie Coignard
- Brice Couturier
- Gérald Darmanin
- Michaël Darmon
- Patrick De Carolis
- Julia de Funès
- Stéphane De Groodt
- Roger-Pol Droit
- Patrice Duhamel
- Alain Duhamel
- Odile d'Oultremont[4]
- Raphaël Enthoven
- Laurent Fabius
- Luc Ferry
- Pape François
- Anne Fulda
- Carlos Ghosn
- Nicolas Gaudemet
- Anne Hidalgo[5]
- Aurélie Jean
- François Jullien
- Jean-François Kahn
- Jean-Claude Kaufmann
- Rachel Khan
- Étienne Klein
- Gaspard Koenig
- Guillaume Larrivé
- Sonia Mabrouk
- David Martinon
- Yascha Mounk
- Robert Namias
- Michel Platini
- Natacha Polony
- Nathalie Saint-Cricq
- Nicolas Sarkozy[6]
- Dominique Schnapper
- Oliver Stone[7]
- Pierre-André Taguieff[8]
- Manuel Valls
- Adèle Van Reeth[9]
- Sigolène Vinson